# Langoustine commune
Nephrops norvegicus
Genre
Espèce
Statut de conservation UICN

 LC  : Préoccupation mineure
La Langoustine commune (Nephrops norvegicus) est « la langoustine » proprement dite (et commercialement parlant). C'est l'une des espèces de Nephropinae appelées « langoustine ».
Nephrops norvegicus est l'unique espèce du genre Nephrops.
Contrairement à ce que son nom peut suggérer, la langoustine n’est pas une petite langouste. Elle appartient à un infra-ordre qui inclut également le homard et les écrevisses, mais pas les langoustes. Elle est également connue sous son nom italien de « scampi ».

## Morphologie
- Longueur du corps : 13,3 cm (mâle), 10,8 cm (femelle)
- Longueur de la queue : entre 5,5 cm et 7 cm
- Poids adulte : variable

## Physiologie
- Maturité sexuelle : 2 ans
- Gestation : 8 mois

## Répartition
La langoustine est présente dans l’Atlantique Nord-Est, de l’Islande jusqu’au sud du Portugal, en mer du Nord, ainsi qu’en Méditerranée où elle est plus fréquente dans le bassin occidental.

## Habitat
La langoustine commune vit sur les fonds sablo-vaseux, à proximité du plateau continental, de -15 à −800 m de profondeur. Sa répartition est davantage déterminée par la nature du fond et la température de l'eau que par la profondeur.
La langoustine est sédentaire, elle vit dans un terrier creusé dans la vase qu'elle ne quitte qu'à l'aube et au crépuscule (quand la luminosité est faible) pour se nourrir. Ces terriers présentent un nombre variable d'orifices selon la taille de l'animal. Ceux des femelles présentent en plus des orifices d'oxygénation pour permettre une meilleure circulation de l'eau autour des œufs.

## Régime alimentaire
La langoustine est omnivore mais elle est réputée préférer les polychètes, les crustacés, les  mollusques et les échinodermes.

## Écotoxicologie

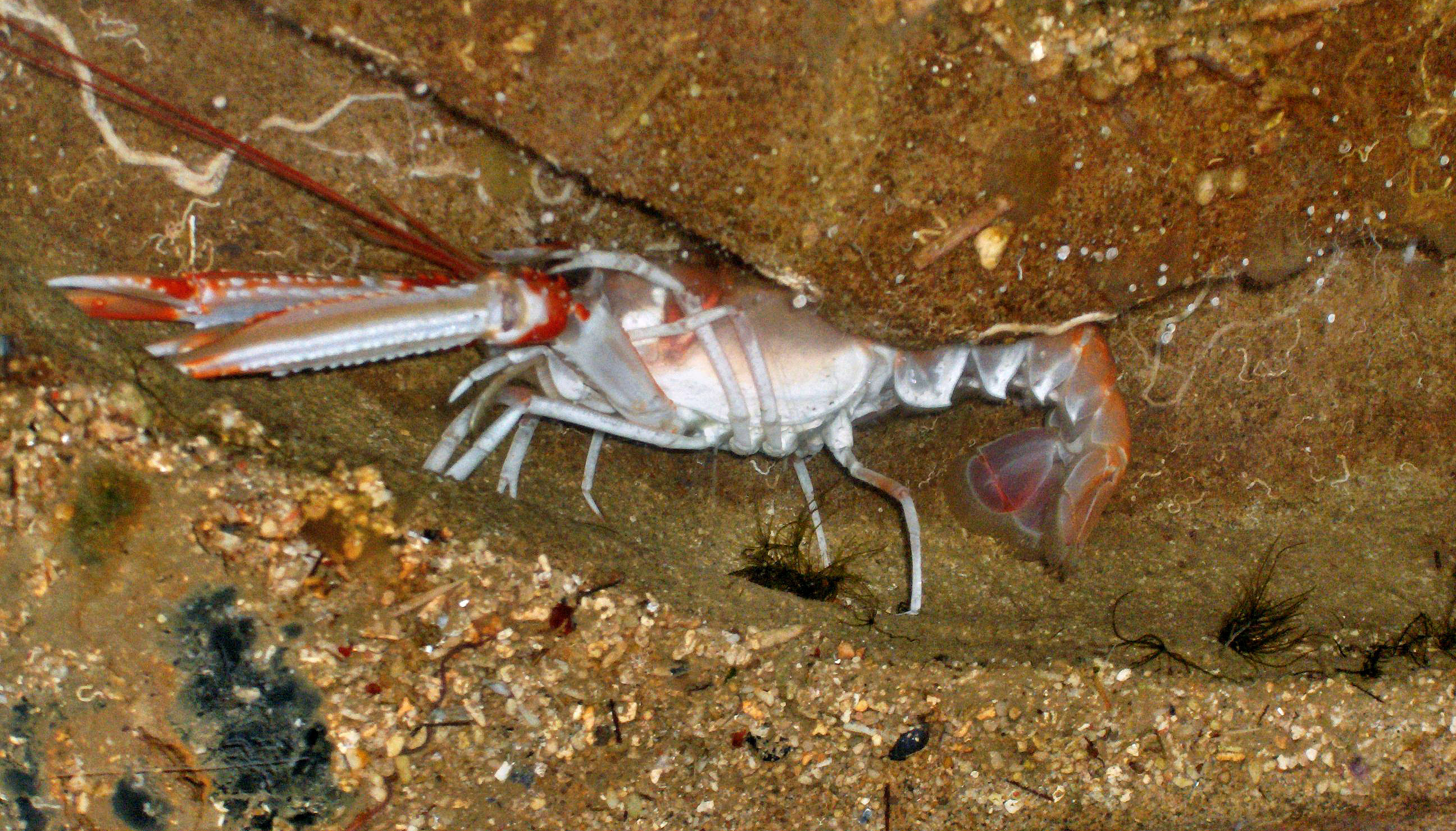
Nephrops norvegicus

Ce crustacé fait partie des nombreux organismes marins exposés aux déchets en mer et en particulier aux microplastiques et microbilles de plastique : selon les résultats d'une étude publiée en 2011, 83 % des crustacés décapodes de l’espèce Nephrops norvegicus examinés par les chercheurs en mer de Clyde, au large de l'Écosse contenaient des microplastiques dans leur estomac (le plus souvent sous forme de filaments). Ces plastiques peuvent contenir ou avoir absorbé des hydrocarbures et divers composés toxiques, lesquels peuvent ensuite être en partie désorbés dans l'organisme de la langoustine lors du processus de digestion. Cette étude a mis en évidence des boules étroitement enchevêtrées de fibres de plastique chez 62 % des animaux étudiés (sans différence entre mâles et femelles, mais avec une moindre fréquence chez les langoustines ayant récemment mué). L'examen des fibres par spectroscopie Raman montre qu'une partie des fibres provient de fils ou filets et déchets de pêche. En laboratoire, des langoustines consommant une nourriture (poissons) expérimentalement contaminés par des fibres de polypropylène ingèrent les brins, sans en excréter. Les auteurs de l'étude concluent que « la prévalence élevée de matières plastiques dans les langoustines pourrait avoir des implications pour la santé du stock ».

## Prédateurs
Notamment l'homme.

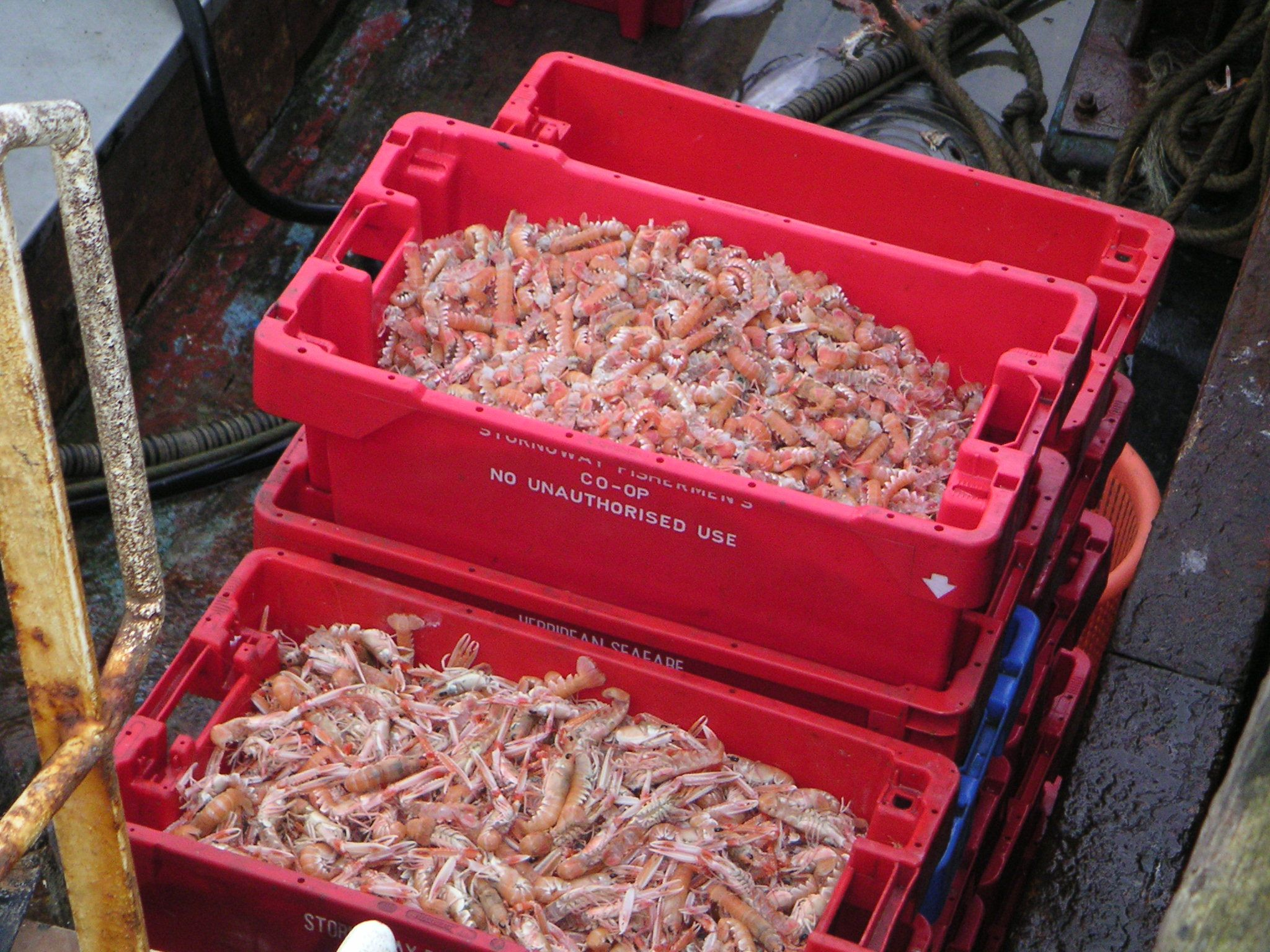
Retour de pêche : caisses de criées remplies de langoustines d'Écosse.

En cuisine, on appelle « scampi » la langoustine dont on a coupé la tête.

## Exploitation
La langoustine est pêchée au chalut de fond par une flottille d’environ 80 bateaux français. L’Irlande et le Royaume-Uni sont les deux autres pays exploitants. Les pêcheries les plus importantes se situent au sud de l’Irlande, entre 100 et 150 m de profondeur, où les bateaux fréquentent, selon les rendements obtenus, la fosse des Smalls, les bancs de Labadie, de Jones et de Cockburn. Les rendements en langoustine varient au cours de l’année sur ces différentes pêcheries et sont surtout liés aux conditions hydrologiques.
L’exploitation française a lieu principalement à partir des ports de Bretagne Sud par des chalutiers des quartiers du Guilvinec, de Douarnenez et de Lorient. Ces bateaux d’une longueur moyenne de 20 m effectuent des marées de 14 jours. Ils utilisent un maillage de 100 mm, ce qui leur permet de s’orienter vers le poisson lorsque les prises de langoustine diminuent, sans crainte d’enfreindre la réglementation sur les mesures techniques. La configuration de la mer Celtique est telle (succession de dépressions vaseuses et de bancs) que les bateaux peuvent adopter un rythme quotidien de pêche de la langoustine le jour (quand elle est accessible) et de poisson la nuit. Ainsi, les maillages de 70 ou 80 mm, qui exigent une capture de plus de 35 ou 30 %, respectivement, de langoustine, ne sont pratiquement plus utilisés par les navires français. Depuis l’Irlande, la langoustine est surtout exploitée de mars à juillet. Les navires font des marées de 4 à 7 jours, et pêchent avec un maillage de 80 mm.
La majeure partie des langoustines débarquées en France mesure de 11 à 15 cm. Le rejet en mer d’une grande partie des femelles capturées lors du tri à bord parce que trop petites (à âge égal les femelles sont plus petites que les mâles) et la faible accessibilité au chalut des individus grainés, font que les femelles ne représentent que 10 % des débarquements en poids. Les rejets des bateaux français sont importants, contrairement à ceux des Irlandais, qui commercialisent des langoustines plus petites (cf. ci-dessous). Des études ont cependant montré que seules 25 % des langoustines rejetées à la mer survivent.